# Scopula intaminata
Scopula intaminata là một loài bướm đêm trong họ Geometridae.